# Лапалю, Юго
Юго Лапалю (фр. Hugo Lapalus; род. 9 июля 1998 года, Анси, Верхняя Савойя, Франция) — французский лыжник, бронзовый призёр Олимпийских игр 2022 года и чемпионата мира 2021 года в эстафете, специализируется на дистанционных гонках.

## Спортивная карьера
Первую медаль на юниорском уровне бронзовую Лапалю завоевал в эстафете на юниорском чемпионате мира по лыжным гонкам 2016 года в Рышнове. В следующем году он снова завоевал бронзовую медаль в эстафете на чемпионате мира среди юниоров по лыжным гонкам в Солдер Холлоу (Юта). В индивидуальных гонках он занял седьмое место на 10 км вольным стилем и шестое место в скиатлоне.  
В сезоне 2018-19 он занял 21-е место в гонке на 30 км в масс-старте на чемпионате мира до 23 лет в Лахти в 2019 году и занял 15-е место на дистанции 15 км вольным стилем. В марте 2019 года он впервые принял участие в Кубке мира в Фалуне, заняв 46-е место на дистанции 15 км вольным стилем. После того, как он выиграл свою вторую гонку в альпийском кубке на дистанции 15 км вольным стилем в начале сезона 2019-20 в Поклюке, он завоевал свои первые очки Кубка мира в Давосе, заняв 23-е место на дистанции 15 км вольным стилем. На чемпионате мира до 23 лет в Обервизентале в 2020 году он выиграл бронзовую медаль на дистанции 15 км классикой. Кроме того, он занял там 13-е место в гонке на 30 км в масс-старте и шестое место в эстафете.
В сезоне 2020-21 Лапалю занял десятое место в общем зачете Тур де Ски 2021 года. На чемпионате мира до 23 лет в Вуокатти 2021 года он выиграл золотую медаль на 15 км вольным стилем. На дебютном чемпионате мира по лыжным гонкам 2021 года в Оберстдорфе Лапалю завоевал бронзовую медаль в эстафете. Кроме того, он занял 21-е место на дистанции 15 км свободным стилем. 
На зимних Олимпийских играх 2022 года в Пекине Лапалю завоевал бронзовую медаль в эстафете 4×10 км, в разделке на 15 км классикой он занял 7 место.  
По итогам Тур де Ски 2023/24 Юго занял третье место в общем зачете Тура, а в сезоне 2024/25, как и год назад, повторил свой результат в рамках многодневки, а также стал победителем в горном зачете.  

## Результаты

### Олимпийские игры
| Олимпийские игры | Спринт | Командный спринт | 15 км раздельный старт | 15+15 км скиатлон | 50 км масс-старт | Эстафета |
| ---------------- | ------ | ---------------- | ---------------------- | ----------------- | ---------------- | -------- |
| 2022 Пекин       | —      | —                | 7                      | DNF               |                  | 3        |

### Чемпионаты мира по лыжным видам спорта
| Чемпионат мира  | Спринт | Командный спринт | 15 км раздельный старт | 15+15 км скиатлон | 50 км масс-старт | Эстафета |
| --------------- | ------ | ---------------- | ---------------------- | ----------------- | ---------------- | -------- |
| 2021 Оберстдорф | —      | —                | 21                     | DNF               | —                | 3        |

### Подиумы на этапахКубка мира
| №  | Сезон     | Дата            | Город          | Тип гонки                                                 | Место |
| -- | --------- | --------------- | -------------- | --------------------------------------------------------- | ----- |
| 1* | 2023-2024 | 7 января 2024   | Валь-ди-Фьемме | Масс-старт в гору Альпе ди Чермис 10 км (свободный стиль) | 3     |
| 2  | 2024-2025 | 15 декабря 2024 | Давос          | Гонка с раздельным стартом 20 км (классический стиль)     | 3     |

* - гонка проходила в рамках Тур Де Ски

### Положение в зачетеКубка мирапо лыжным гонкам
| Сезон                  | 2019/2020 | 2020/2021 | 2021/2022 | 2022/2023 | 2023/2024 | 2024/2025 |
| Общий зачёт Кубка мира | 52        | 24        | 27        | 26        | 9         | 7         |
| Спринтерские виды      |           |           |           |           |           |           |
| Дистанционные виды     | 36        | 21        | 22        | 14        | 7         | 3         |